# Municipio de Woodrow (condado de Beltrami)
El municipio de Woodrow (en inglés: Woodrow Township) es un municipio ubicado en el condado de Beltrami en el estado estadounidense de Minnesota. En el año 2010 tenía una población de 73 habitantes y una densidad poblacional de 0,79 personas por km².

## Geografía
El municipio de Woodrow se encuentra ubicado en las coordenadas 47°58′35″N 94°36′43″O / 47.97639, -94.61194. Según la Oficina del Censo de los Estados Unidos, el municipio tiene una superficie total de 92.99 km², de la cual 92,99 km² corresponden a tierra firme y (0 %) 0 km² es agua.

## Demografía
Según el censo de 2010, había 73 personas residiendo en el municipio de Woodrow. La densidad de población era de 0,79 hab./km². De los 73 habitantes, el municipio de Woodrow estaba compuesto por el 98,63 % blancos, el 1,37 % eran amerindios. Del total de la población el 0 % eran hispanos o latinos de cualquier raza.